# Norchad Omier
Norchad Omier (Bluefields, 28 de agosto de 2001) es un baloncestista nicaragüense. Con 2,01 metros de altura, juega habitualmente en la posición de ala-pívot. Es internacional con la selección de baloncesto de Nicaragua.

## Trayectoria
Comenzó a practicar baloncesto a los 13 años, al incorporarse a la Academia de Basketball de Bluefields. Tutoreado por Wesley Savery y entrenado por Ronnie Cayasso, mejoró rápidamente su nivel de juego, llegando a guiar al Colegio Adventista a la conquista de la medalla de oro en el torneo de baloncesto masculino de los XX Juegos Deportivos Estudiantiles Centroamericanos del Codicader. Gracias a ello concretó un temprano debut como profesional en el equipo Costa Caribe de la Liga Superior de Baloncesto de Nicaragua en 2018.
Aunque había recibido una oferta para asistir con una beca al Tecnológico de Monterrey y jugar con su equipo de baloncesto, en agosto de 2019 partió a los Estados Unidos para estudiar en la Miami Prep School.
Fue reclutado por los Arkansas State Red Wolves en 2020. En su primera temporada fue reconocido como el Freshman del Año de la Sun Belt Conference y en la segunda como el Mejor Jugador del Año de la Sun Belt Conference.
En 2022 se transfirió a los Miami Hurricanes, donde jugó dos temporadas, y cerró su participación en el baloncesto universitario estadounidense jugando para los Baylor Bears en la temporada 2024-25 de la Big 12 Conference, siendo considerado parte del All-Big 12 First Team.
Pese a no ser seleccionado en el Draft de la NBA de 2025, fue contratado por los Cleveland Cavaliers para disputar la NBA Summer League en julio de ese año.

## Selección nacional
Omier hizo su debut con la selección de baloncesto de Nicaragua en abril de 2021, en el marco del preclasificatorio de FIBA Américas para la Copa Mundial de Baloncesto de 2023. 